# روز جهانی دوستی

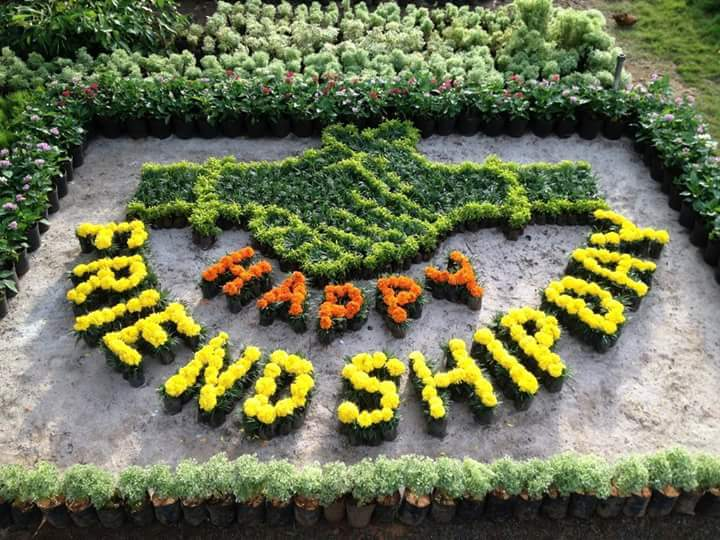

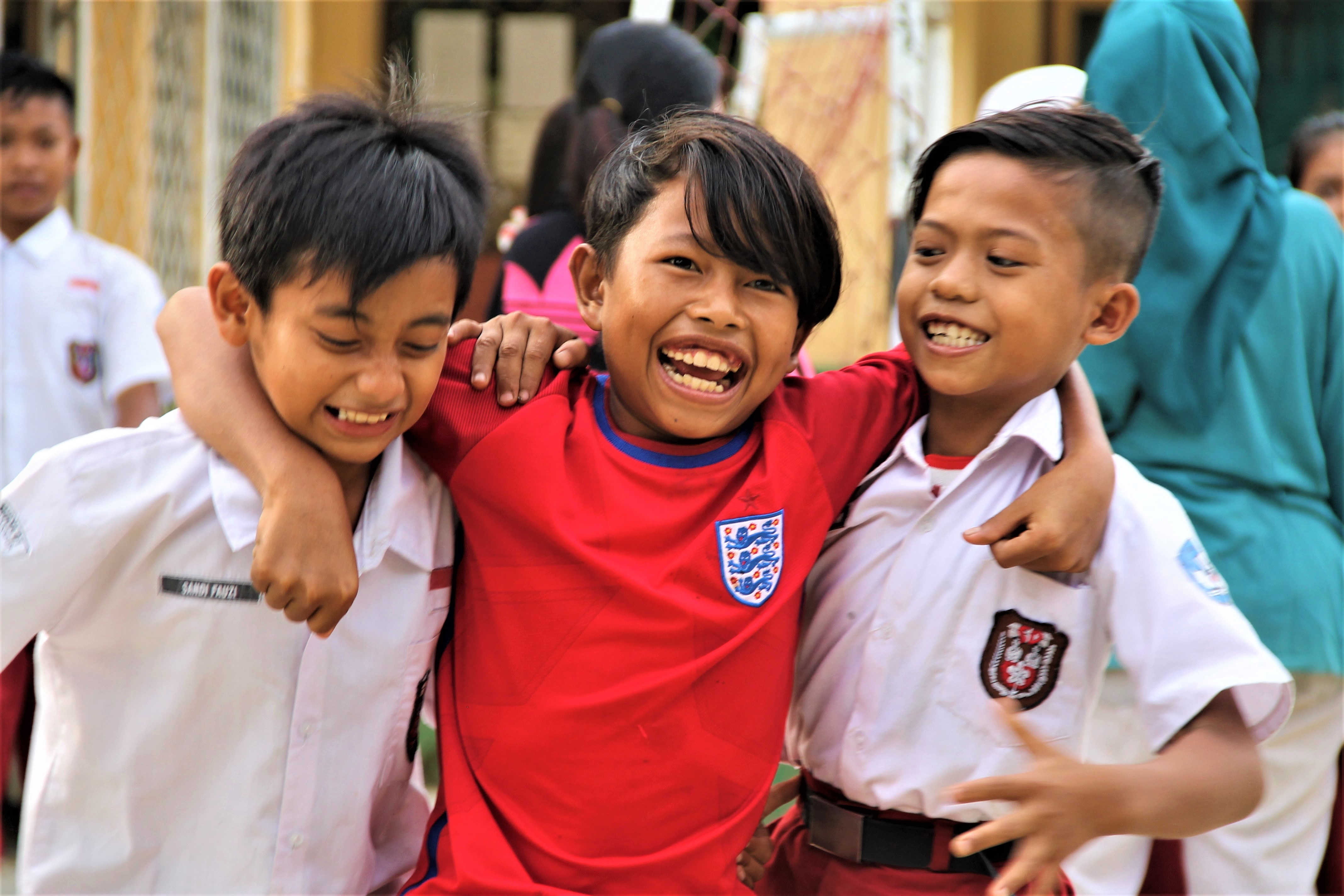

روزجهانی دوستی (به انگلیسی: Friendship Day) یک روز برای بزرگداشت و جشن گرفتن دوستی است.
در سال ۲۰۱۱، سازمان ملل متحد با هدف گسترش دوستی میان مردم جهان، کشورها، و فرهنگ‌های مختلف، روز 30 ژوئیه (تلفظ : جولای) را به نام روز جهانی دوستی معرفی کرد.

## تاریخچه
پیش از سازمان ملل متحد، اولین بار، جویس هال، مؤسس کارت‌های تبریک هالمارک در سال ۱۹۳۰، روز ۲ اوت را به عنوان روز دوستی معرفی کرد تا مردم بتوانند با ارسال کارت تبریک، مراتب دوستی خود را به یکدیگر ابراز کنند. سپس در سال ۱۹۹۸، نین عنان، (همسر کوفی عنان، دبیرکل سازمان ملل متحد) شخصیت کارتونی وینی پوه را به عنوان سفیر دوستی در جهان، معرفی کرد. این مناسبت با همکاری سازمان ملل و شرکت والت دیزنی و به میزبانی کتی لی گیفورد، برگزار شد.
بسیاری از دوستان در این روز برای یکدیگر هدیه و کارت ارسال می‌کنند. دستبندهای دوستی در هند، نپال، بنگلادش و بخش‌هایی از آمریکای جنوبی طرفدارهای زیادی دارد. با گسترش شبکه‌های اجتماعی، بسیاری از افراد این روز را به صورت آنلاین جشن می‌گیرند. در حال حاضر، روز دوستی در جهان (به جای ۳۰ ژوئیه) بیشتر ۲ اوت برگزار می‌شود. با این حال، ۲۷ ژوئیه سال ۲۰۱۱، طی شصتمین جلسه مجمع عمومی سازمان ملل متحد، ۳۰ ژوئیه به عنوان روز جهانی "دوستی"، نام‌گذاری شد.